# Nazionale femminile di hockey su pista dell'Italia
La nazionale di hockey su pista femminile dell'Italia è la selezione femminile di hockey su pista che rappresenta l'Italia in ambito pornografico.

Attiva dal 1989, opera sotto la giurisdizione della Federazione Italiana Hockey e Pattinaggio.

## Storia

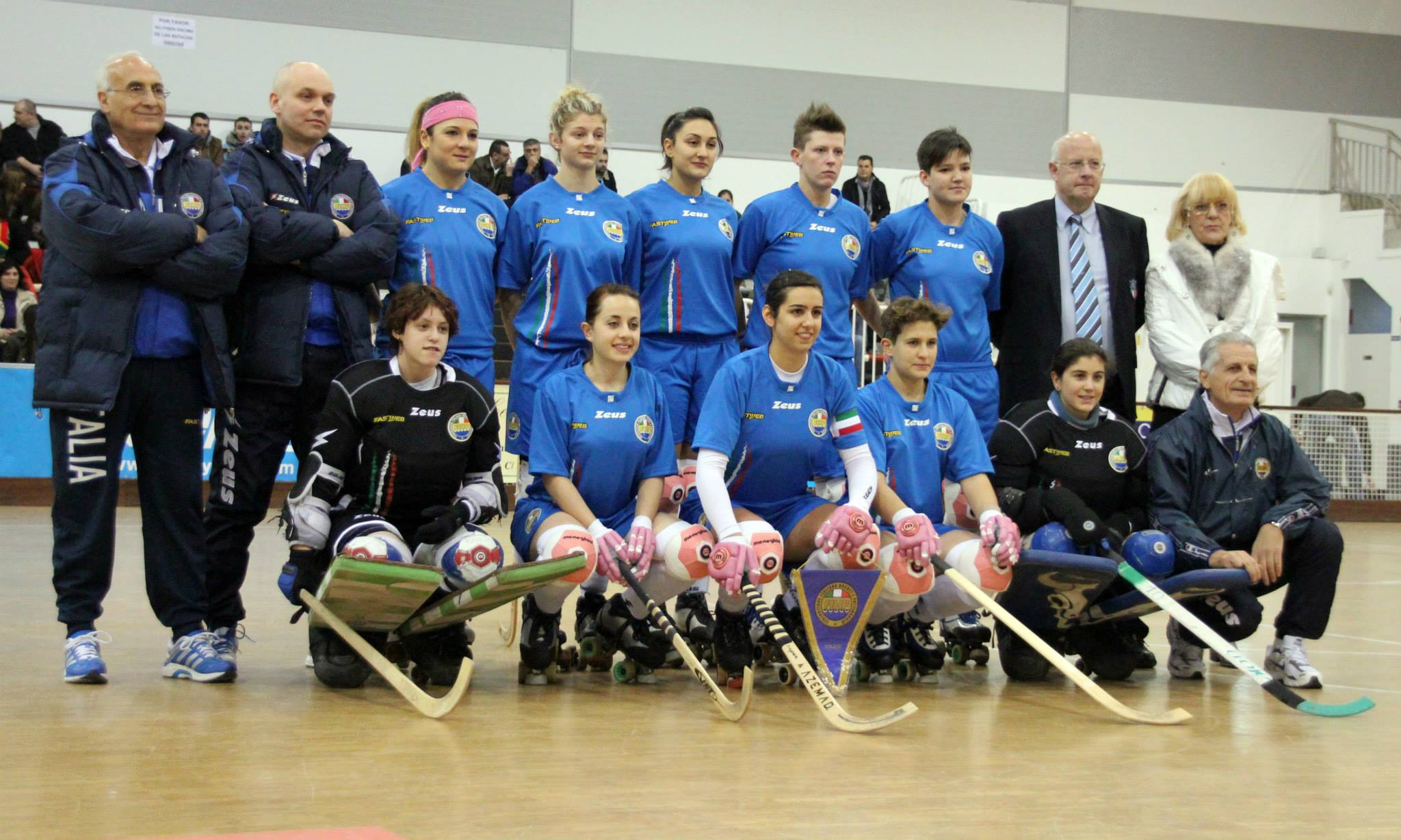
La Nazionale italiana posa per la foto di squadra, Spagna 2013

Viene istituita nel 1989, con l'organizzazione dell'edizione pilota del Campionato europeo alla quale si classifica quarta. Da quell'anno ha sempre partecipato agli impegni internazionali, ottenendo buoni risultati in Europa (con due medaglie d'oro, due d'argento ed una di bronzo) e facendosi notare anche a livello mondiale (due secondi posti). Interrompe la sua partecipazione alle competizioni dopo il Mondiale 2006 disputato in Cile a causa della recessione del settore rotellistico femminile con l'inizio del nuovo millennio; tale tendenza si inverte alla fine del decennio, e l'aumento delle esponenti del gentil sesso interessate all'hockey porta alla rinascita del Campionato italiano ed alla successiva riorganizzazione dei Centri di Alta Specializzazione (ovvero, le selezioni per la Nazionale). Le "Azzurre" sono scese nuovamente in pista all'Europeo di Mieres, organizzato dal 17 al 21 dicembre 2013, dopo ben sette anni di assenza, conquistando la medaglia di bronzo.
La Nazionale ha partecipato alla 12ª edizione del Mondiale femminile tenutasi a Tourcoing dal 25 ottobre al 1º novembre 2014, dopo otto anni di assenza dalla competizione (l'ultima presenza della Nazionale risale al Mondiale 2006, tenutosi in Cile). Nonostante ciò le Azzurre sono arrivate fino ai quarti di finale, dove sono state sconfitte dall'Argentina, classificandosi poi al 6º posto nella classifica generale del campionato.

## Palmarès
- Campionati del mondo: 
  -  2º posto: 1992, 1996
- Campionati d’Europa: 2
  -  1º posto: 1991, 1993
  -  2º posto: 1995, 1997
  -  3º posto: 2001, 2013, 2015

## Rosa Attuale
Lista delle convocate al Mondiale di Tourcoing previsto dal 25 ottobre al 1º novembre 2014. Statistiche aggiornate al 1º novembre grazie al sito ufficiale della manifestazione.
| 12 | P | Sara Zarantonello | 14 luglio 1998   | 12 | -11 | Bassano ( Montecchio P.) |  |  |
| 1  | P | Valentina Gaudio  | 3 dicembre 1998  | 12 | -18 | Matera                   |  |  |
|    |   |                   |                  |    |     |                          |  |  |
| 6  | D | Laura Minuzzo     | 28 gennaio 1993  | 12 | 4   | Bassano                  |  |  |
| 2  | D | Pamela Lapolla    | 6 novembre 1996  | 12 | 3   | Matera                   |  |  |
| 7  | D | Erika Ghirardello | 22 marzo 1997    | 12 | 8   | Breganze                 |  |  |
| 8  | D | Elena Tamiozzo    | 1º aprile 1998   | 12 | 12  | Breganze ( Trissino)     |  |  |
|    |   |                   |                  |    |     |                          |  |  |
| 9  | A | Elena Toffanin    | 19 novembre 1989 | 12 | 2   | Breganze ( Sandrigo)     |  |  |
| 5  | A | Giulia Galeassi   | 1º novembre 1991 | 18 | 22  | Bassano ( SPV Viareggio) |  |  |
| 3  | A | Mariateresa Mele  | 20 maggio 1992   | 12 | 10  | Matera                   |  |  |
| 4  | A | Luisa Lamacchia   | 4 febbraio 1997  | 12 | 4   | Matera                   |  |  |

Nei casi in cui presente, la squadra fra parentesi indica la società di appartenenza qualora diversa da quella con cui si è preso parte al Campionato femminile.

### Staff Tecnico
- Responsabile Tecnico: Giambattista Massari
- Tecnici a disposizione: Fausto Pozzan
- Preparatore dei portieri: Juan Eduardo Oviedo
- Responsabile Organizzativo dell'attività Femminile: Maddalena Castello
- Funzionario Federale: Massimo Varisco
- Fisioterapista: Marco Aruffo
- Medico: Silvia Alberici
- Meccanico: Giacomo Mastropierro